# Zaeli
Zaeli é uma empresa brasileira fabricante de alimentos prontos e semi-prontos como salgadinhos, pipocas e outros sediada em Umuarama no estado do Paraná. Fundada em 1969 por Elidio Zago como Zago e Cia Ltda, em 1982 a empresa passou a adotar a nomenclatura "Zaeli".
Atualmente de controle familiar, distribui seus produtos a todo o Brasil e países da América do Sul, América do Norte, Europa e Oriente Médio.

## Fundação
Fundada em 1969 por Elidio Zago, suas atividades foi iniciada em um prédio próprio de 200 metros quadrados com capacidade de beneficiamento de 360 kg/por hora, sendo comercializada em pequena escala e venda em balcão. Em 1979 a empresa amplia sua capacidade e adquire um prédio e muda sua razão social para Zago e Cia Ltda onde inicia a gestão familiar com 8 filhos de seu fundador.
Em 1982 surge sua primeira filial no bairro Parque San Remo em Umuarama, com capacidade de 37 mil metros quadrados, a empresa amplia sua linha de produtos, produzindo derivados de milho. Em 1984, adquire sua segunda filial em São Borja no Rio Grande do Sul, com produção de arroz, nesse mesmo ano passa adotar a razão social “Zaeli”.
Em 1988, a Zaeli inaugura seu parque industrial no Parque San Remo em uma área de 52 mil metros quadrados com escritório, galpões industriais para parboilização de arroz, moagem de milho, beneficiamento de amendoim e feijão, industrialização de chocolate em pó, processamento e envaze de azeitona, empacotamento de açúcar, farinha de trigo e outros.
Em 1989, a prefeitura de Umuarama muda o endereço da indústria para Avenida Zaeli.
Em 1999, amplia sua presença na América do Sul, inaugura escritórios no Uruguai e Argentina.